# Rudá žena
Rudá žena (v anglickém originále The Red Woman) je první díl šesté řady seriálu Hra o trůny stanice HBO. Celkově se jedná o 51 epizodu. Epizodu režíroval Jeremy Podeswa. V USA měl díl premiéru 24. dubna 2016, v České republice o den později.

## Děj

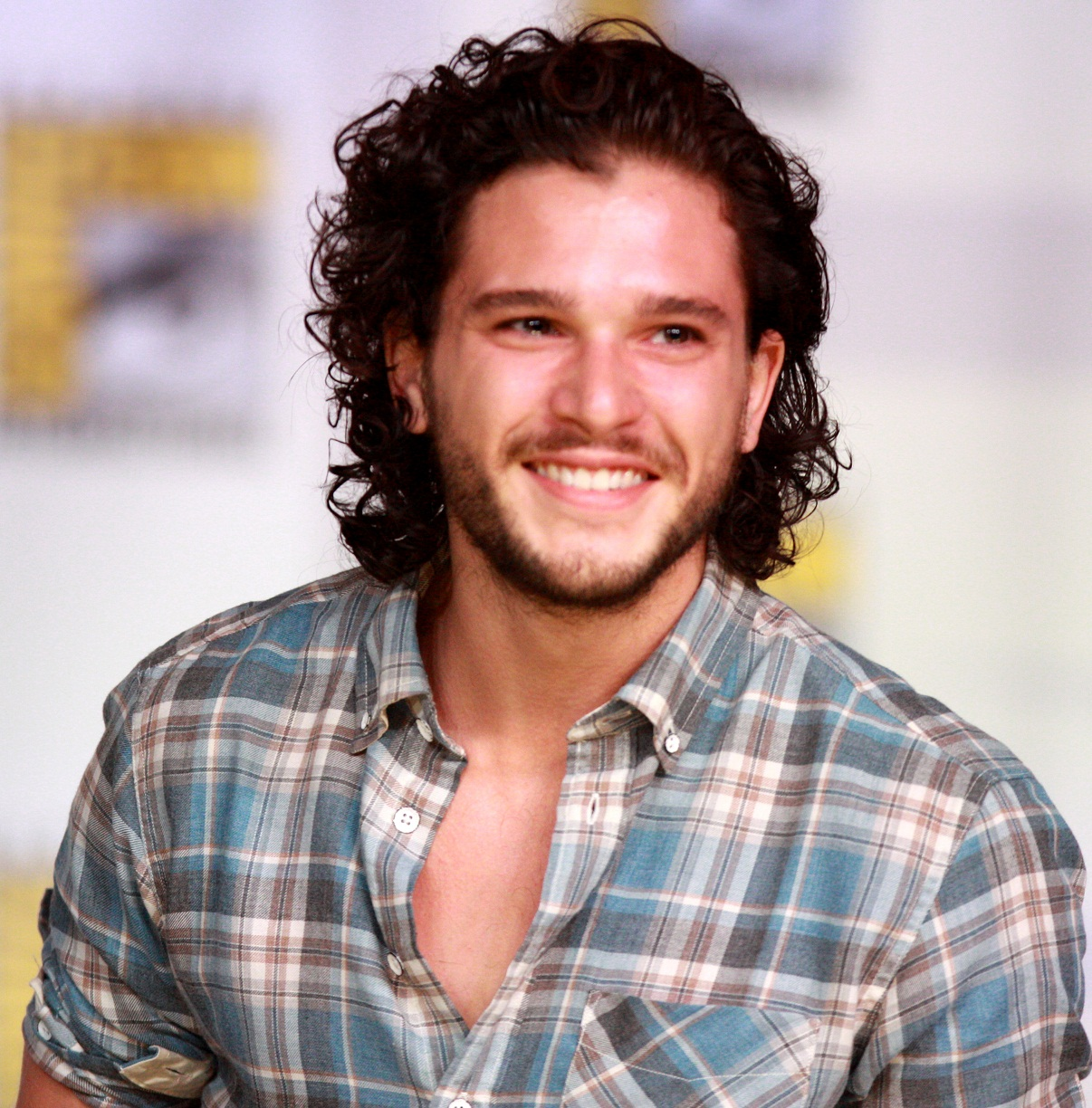
Představitel Jona Sněha: Kit Harington

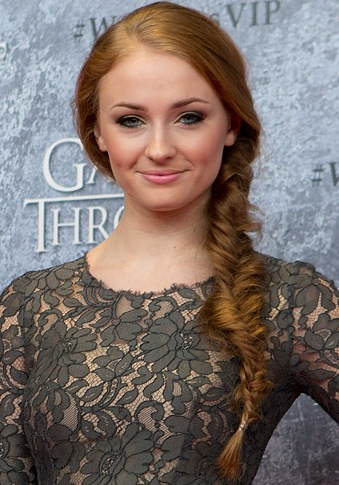
Představitelka Sansy Stark: Sophie Turner

### Na Severu

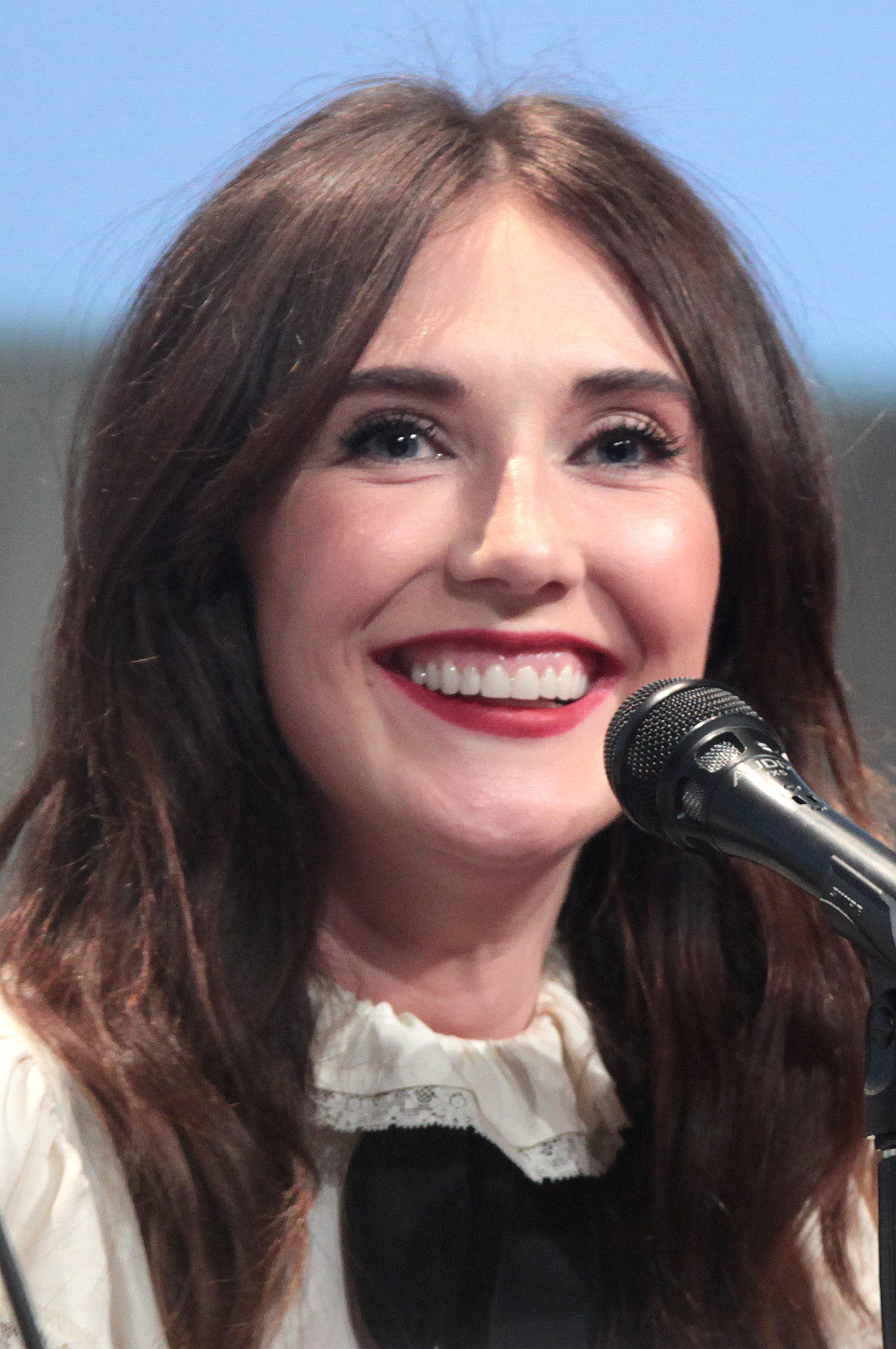
Představitelka „Rudé ženy“ Melisandry Carice van Houtenová

Na Zimohradě truchlí Ramsay (Iwan Rheon) nad smrtí Myrandy (Charlotte Hope), ale sluhovi přikazuje, aby bylo její tělo hozeno psům. Jeho otec Roose Bolton (Michael McElhatton) ho varuje, že i přes jejich vítězství nad Stannisem Baratheonem by v budoucnu mohli čelit hněvu Lannisterů, a proto si musí zajistit loajalitu rodů na Severu. Viní Ramsayho ze ztráty Sansy (Sophie Turner), která by jako dítě Eddarda Starka mohla být využita jako manželka hlavy Severu. Roose hrozí Ramsaymu, že pokud se mu ji nepodaří najít, učiní svým nástupcem svého dosud nenarozeného syna.
Mezitím Sansa a Theon (Alfie Allen) prchají přes nedaleké lesy. Jsou však nalezení Boltonovými vojáky. Před nimi je zachrání až Brienne z Tarthu (Gwendoline Christie) a Podrick Payne (Daniel Portman). Theon zabije jednoho z vojáků a zachrání tak Podrickovi život. Brienne opět nabídne Sanse své služby, která je tentokrát přijme.

### V Dorne
Doran Martell (Alexander Siddig) obdrží zprávu o smrti Myrcelly a je rozrušený, avšak on i Areo Hotah (DeObia Oparei) jsou vzápětí zavražděni Ellarií (Indira Varma) a Tyenou (Rosabell Laurenti Sellers), zatímco palácoví strážní této rebelii přihlíží bez povšimnutí. Ellaria při tom řekne Doranovi, že jeho lidé byli nespokojení s jeho nečinností proti Lannisterům. Když Doran umírá, prosí, aby ušetřily alespoň život jeho jediného syna, ale Ellaria mu odpoví, že slabí lidé nikdy znovu nebudou vládnout Dorne.

### V Králově přístavišti
Jaime Lannister (Nikolaj Coster-Waldau) připlouvá do Králova přístaviště, nese Myrcellno mrtvě tělo a vrací se ke své sestře Cersei (Lena Headeyová). Ta mu vypráví proroctví, které jí v dětství řekla Maggy Žába: Že všechny její děti zemřou před ní a nikdo jí nezbude. Jaime slibuje pomstu všem, kteří ublíží Lannisterům, a chce, aby mu Cersei zůstala nablízku.
Na druhé straně města Margaery (Natalie Dormerová), která je stále držena v septu, hovoří s Nejvyšším vrabčákem (Jonathan Pryce). Prosí ho, aby se mohla setkat s bratrem. Svolení se jí však nedostane..
Doranův syn Trystane Martell (Toby Sebastian) je stále ještě na své lodi, která zakotvila v Králově přístavišti. Zdobí zde kameny pro Myrcellyn pohřeb. Obara (Keisha Castle-Hughes) a Nymeria (Jessica Henwick) se skrývají v palubní jeho lodi a vstoupí do jeho kabiny, aby jej zabily. Trystane vyzve k souboji Nymerii, nakonec jej ale zezadu probodne Obara.

### V Meereenu
Tyrion (Peter Dinklage) a Varys (Conleth Hill) se procházejí ulicemi, které jsou z důvodu nepřítomnosti Daenerys a strachu ze Synů Harpyje z velké části prázdné. Tyrion si všímá, že počet nepřátel Daenerys roste, včetně bývalých otroků a mistrů. Varys mu slibuje, že jeho špioni najdou vůdce Synů Harpyje. Oba pak uvidí, že někdo zapálil přístav v Meereenu, a Tyrion si rázem uvědomí, že Daenerysiny síly (lodě) nebudou schopny plout do Sedmi království.

### U Dothraků
Daario (Michiel Huisman) a Jorah (Iain Glen) i nadále pátrají po Daenerys (Emilia Clarkeová). Jorah si tajně všímá zhoršujícího se nakažení šedým lupem, ale i nadále ho udržuje v tajnosti. Najdou její prsten ve středu otisků tisíce kopyt, z čehož odvodí, že byla zajata Dothraky.
Mnoho mil daleko je Daenerys předvedena před khala Mora (Joe Naufahu) jako zajatkyně. Moro ji chce zpočátku za svoji otrokyni, ale když mu Daenerys vysvětlí, že je vdovou do khalu Drogovi, je nucen se k ní chovat s úctou, jak kážou tradice. Daenerys požádá Mora, aby se mohla vrátit zpět do Meereenu, ale ten to odmítá, protože vdovy khalů musí žít své životy ve Vaes Dothrak, na Dothrackém posvátném místě, jako součást Dosh Khaleen.

### V Bravosu
Arya Stark (Maisie Williamsová) je nyní slepá a je poslána žebrat na ulici. Waif, dívka bez tváře, vyhledá Aryu a nutí ji s ní bojovat pomocí dřevěné tyče. Arya souboj kvůli slepotě prohraje a Waif slibuje, že se vrátí následující den a souboj si zopakuje.

### Na zdi
Po vraždě Jona Sněha (Kit Harington) začne jeho zlovlk Duch výt, když začne vycházet nad Černým hradem slunce, což přitahuje pozornost sera Davose (Liam Cunningham), Bolestínského Edda (Ben Crompton) a několika dalších věrných. Vyprostí Ducha z jeho blízkosti a vezmou Jonovo tělo do skladiště, načež je navštíví Melisandra  (Carice van Houtenová), kterou trápí, že ve své vizi v plamenech viděla Jona v bitvě o Zimohrad. Jeho věrní a bojácní se zamknou před vzbouřenci, s výjimkou Edda, který se potichu vytratí z Černého hradu, aby zajistil pomoc od Divokých.
Ser Alliser (Owen Teale) svolává další černé bratry a přebírá odpovědnost za vraždu Jona. Několik černých bratří obviňuje Thorna a další důstojníky ze zrady, ale Thorne má většinu z nich na své straně a řekne jim, že pokud by ho nezabil, Jon by zničil Noční hlídku spoluprací s Divokými. Alliser a ostatní vzbouřenci pak obklopí skladiště a slibují Davosovi a Jonovým věrným amnestii, pokud se vzdají, ale zároveň hrozí, že zaútočí v případě, že do soumraku neotevřou dveře.
Na jiném místě se Melisandra, která je rozmrzelá po Stannisově porážce a Jonově smrti, chystá ve své ložnici ke spánku. Když se svléká, sundá si rubínový náhrdelník, a odhalí tak své o mnoho let starší tělo, než se původně zdálo být.

## Produkce a natáčení
Epizoda Rudá žena byla režírována Jeremym Podeswou. Ten již v minulosti režíroval dvě epizody páté sezóny Hry o trůny, a to Zabij chlapce a Neohnuti, neskloněni, nezlomeni, druhý z nich obdržel nominaci na Primetime Emmy Award za vynikající režii na činoherním seriálu.
Scénář napsali David Benioff a D. B. Weiss. Některé prvky v epizodě vycházejí z nadcházejícího šestého románu knihy Píseň ledu a ohně, Vichry zimy, který jeho autor George R. R. Martin hodlal dokončit ještě před šestou sérií seriálu. V epizodě jsou rovněž obsaženy prvky z páté knihy Tanec s draky, konkrétně pak z kapitol Oběť a Slepé děvče.
Rozpočet šesté série se ve srovnání s předchozími sezónami zvýšil, když každá epizoda této série měla průměrné náklady více než 10 milionů amerických dolarů, a ve výši přibližně 100 milionů dolarů za celou sérii, což představovalo nastavení nového maxima pro seriál.
Pro závěrečném odhalení staré Melisandry ředitel epizody uvedl, že podobná technika byla použita i na těle Cersei Lannister v epizodě Matčino milosrdenství. Carice van Houtenová měla na obličeji protetický make-up, který byl na ní použit z těla skutečné staré ženy. Podeswa uvedl: „Jde o to, že myšlenkou toho byla starodávná neurčitá kvalita. Byli jsme omezeni výběrem skutečné osoby, podle které bychom toto mohli použít, spíše než kompletním vytvořením. Protože, jak vypadá 400letá osoba? To nevíme. Takže pokud se to pokusíte vytvořit, pak tvoříte něco, co je mimo naši známou realitu. Zde máte pocit, že je velmi stará, bez toho, abyste jí tipovali věk.“